# Ceratobranchia joanae
Ceratobranchia joanae är en fiskart som beskrevs av Chernoff och Machado-allison, 1990. Ceratobranchia joanae ingår i släktet Ceratobranchia och familjen Characidae. Inga underarter finns listade i Catalogue of Life.